# Minore
Minore är en ort i Australien. Den ligger i kommunen Dubbo Municipality och delstaten New South Wales, i den sydöstra delen av landet, omkring 310 kilometer nordväst om delstatshuvudstaden Sydney.
Närmaste större samhälle är Dubbo, omkring 13 kilometer öster om Minore.
Trakten runt Minore består i huvudsak av gräsmarker. Runt Minore är det glesbefolkat, med 12 invånare per kvadratkilometer. Genomsnittlig årsnederbörd är 702 millimeter. Den regnigaste månaden är februari, med i genomsnitt 121 mm nederbörd, och den torraste är oktober, med 12 mm nederbörd.